# Calstar
CALSTAR (California Shock Trauma Air Rescue) est une société de services médicaux aériens régionaux à but non lucratif desservant la Californie et le nord du Nevada. C'est actuellement le plus grand fournisseur d'ambulances aériennes à but non lucratif sur la côte ouest.

## Historique
CALSTAR a été fondée en 1983 en tant qu’entreprise à but non lucratif et a commencé ses opérations l’année suivante avec un hélicoptère loué BK 117 basé au Peninsula Hospital de San Mateo, en Californie. Dans sa première année, CALSTAR a transporté 235 patients.
En 2010, les opérations de CALSTAR comptaient désormais dix bases EMS pour hélicoptères situées dans le nord et le centre de la Californie, ainsi qu’un programme à voilure fixe offrant des services de transport inter-installations à partir du siège de la société à McClellan Park (anciennement la McClellan Air Force Base (en)) à Sacramento, en Californie.
Depuis sa création, CALSTAR a fourni des services de transport médical aérien à plus de 50 000 patients gravement malades et blessés, et a enregistré plus de 75 000 heures de vol sans accident.
Depuis plus de 30 ans, CALSTAR est un atout précieux pour les services d’intervention médicale d’urgence de la Californie.

## Opérations aériennes

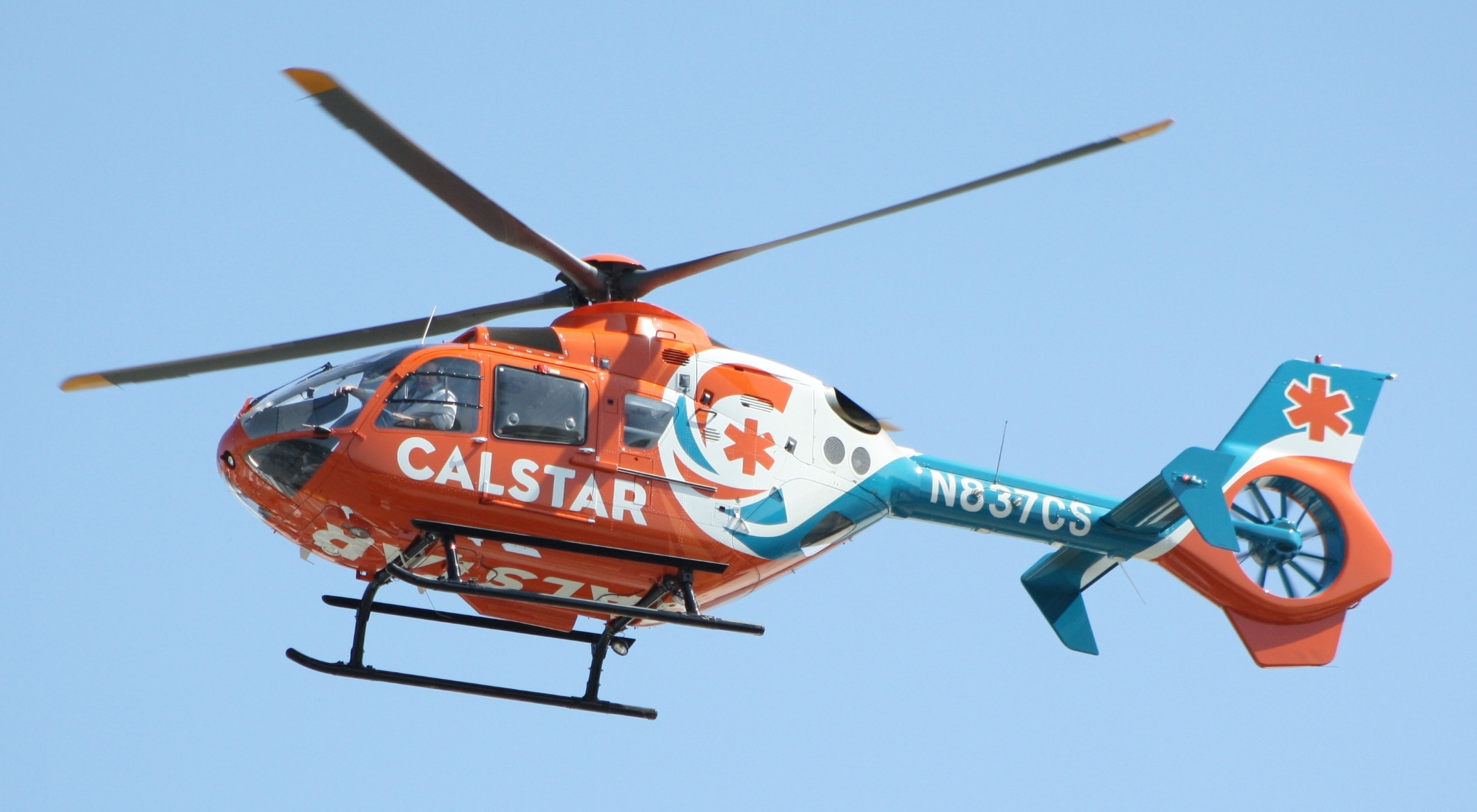
Un EC135 CALSTAR en approche finale.

Tous les pilotes CALSTAR disposent d'au moins 3 000 heures de temps de vol en tant que commandant de bord. CALSTAR est directement responsable de tous les aspects de ses opérations aériennes et de la maintenance de ses aéronefs.
Elle exploite une flotte d'hélicoptères MBB Bo 105LS et MD 902 Explorer. En 2012, huit hélicoptères Eurocopter EC 135 ont été commandés et, en janvier 2014, six avaient été livrés. Tous les appareils sont modifiés avec des intérieurs médicaux, des projecteurs haute intensité et des systèmes de communication.
CALSTAR utilise également des avions bimoteurs légers King Air B200 pour les transports longue distance entre installations.

## Opérations médicales

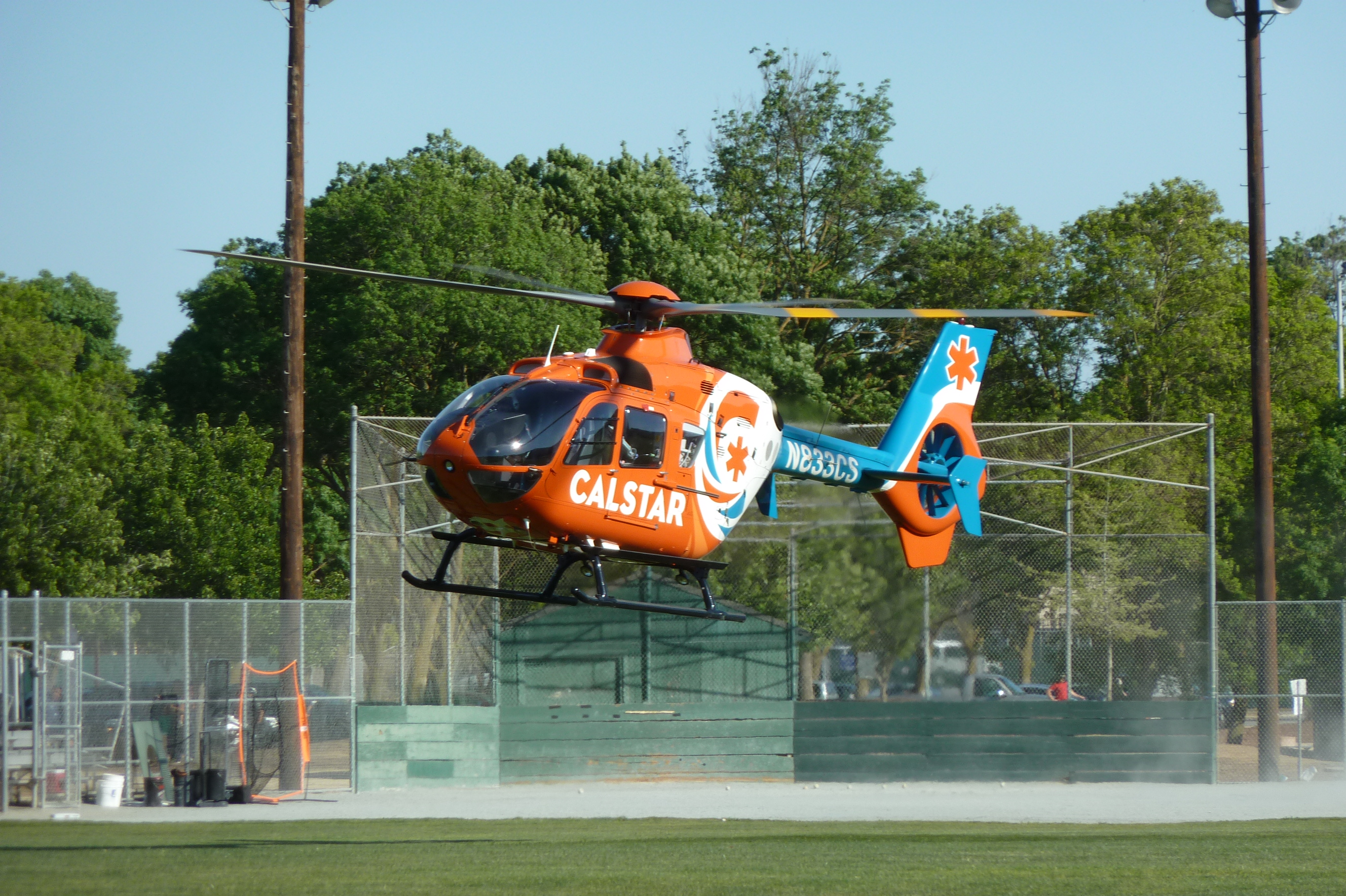
Un EC135 CALSTAR décolle d'un complexe sportif de Morgan Hill, en Californie, avec un patient à bord.

Chaque équipage de conduite de CALSTAR est doté de deux infirmiers. Les infirmiers de CALSTAR doivent obtenir et conserver les certifications d'infirmiers navigants (CFRN), d'infirmiers soins intensifs (CCRN), et d'assistance avancée en cardiologie et de réanimation pédiatrique (PALS).
Les infirmiers navigants de CALSTAR dispensent les soins sous le contrôle médical fourni par le directeur médical de CALSTAR, conformément au California Nurse's Practice Act de 1974 ainsi qu'aux procédures et protocoles spécifiques de l'entreprise. Tous les soins médicaux fournis par CALSTAR sont étroitement surveillés par le programme d’assurance qualité/d’amélioration de la qualité de l’organisation, qui est protégé par la section 1157.5 du code de preuve en Californie.
Depuis 2001, CALSTAR est pleinement accrédité par la Commission d’accréditation des systèmes de transport à des fins médicales (CAMTS), qui reconnaît l’excellence en matière de soins, de sécurité et d’éducation des patients. L'accréditation doit être maintenue au moyen d'une évaluation rigoureuse tous les trois ans.

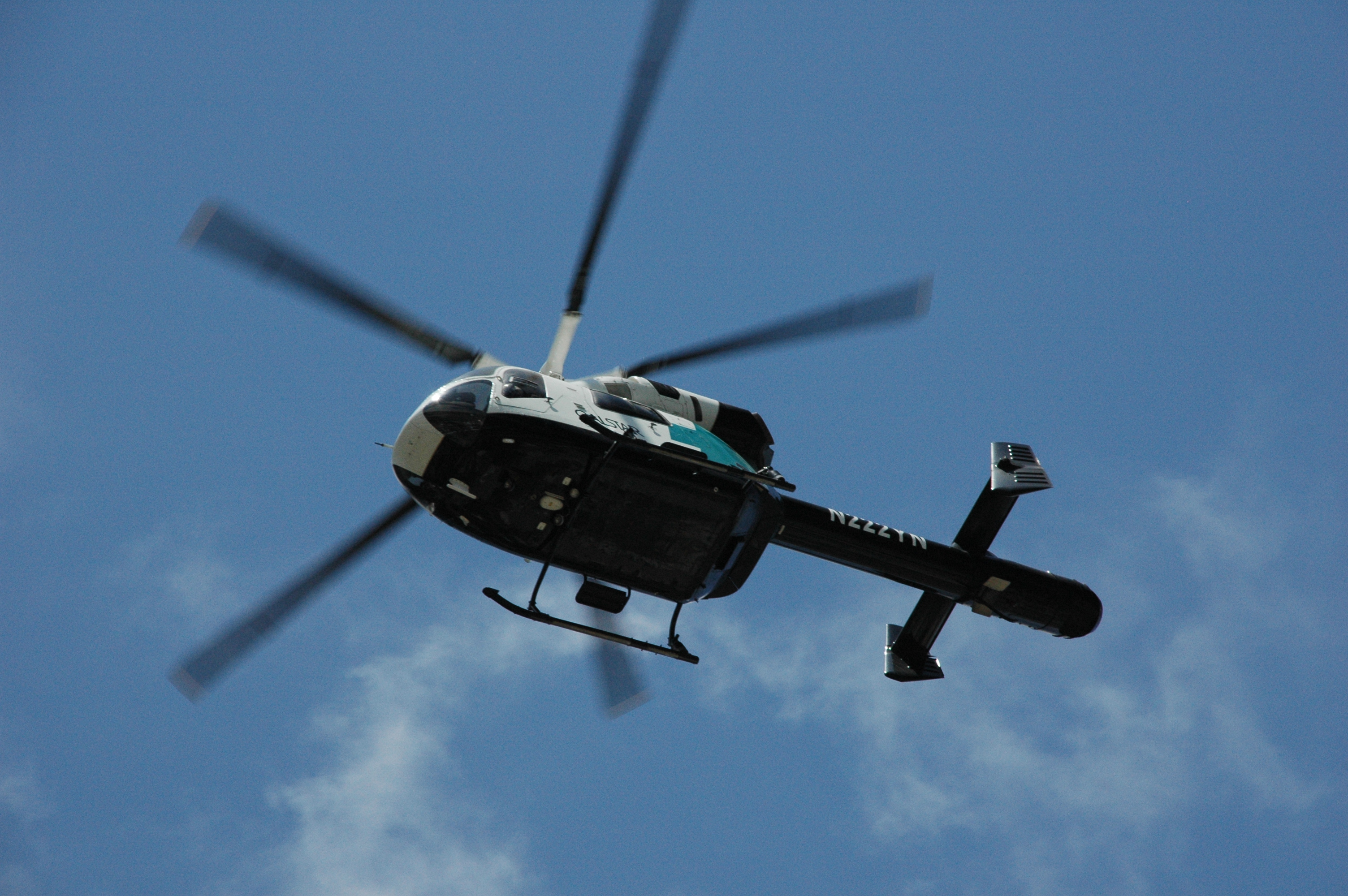
MD Explorer de CALSTAR